# دیوید ام واکر
دیوید ام واکر (به انگلیسی: David M. Walker (astronaut)) فضانورد اهل کشور ایالات متحده آمریکا است که در ۲۰ مهٔ ۱۹۴۴ میلادی در کولومبوس، جورجیا زاده شد. وی در مأموریت اس‌تی‌اس-۵۱-ای، اس‌تی‌اس-۳۰، اس‌تی‌اس-۵۳، اس‌تی‌اس-۶۹ حضور داشته است.